# Хуг, Энди
Андреас «Энди» Хуг или «голубоглазый самурай» (англ. Andy Hug; 7 сентября 1964 — 24 августа 2000) — швейцарский каратист и кикбоксер, серебряный призёр IV Чемпионата мира по Кёкусинкай карате (1987), чемпион Гран-При К-1 1996 года. Побеждал таких сильных бойцов, как Эрнесто Хуст, Майкл Томпсон, Майк Бернардо, Кэндзи Мидори, Петер Аертс, Мирко «Крокоп» Филиппович и Жером Ле Банне.

## Спортивная карьера
- 1979 г. — выиграл национальный «Кубок Оямы».
- 1981 г. — занял 3-е место на Пятом открытом чемпионате Дании по Кёкусинкай карате в среднем весе.
- 1981 г. — выиграл во второй раз национальный «Кубок Оямы».
- 1982 г. — занял 1-е место на Чемпионате Швейцарии по Кёкусинкай карате в среднем весe.
- 1982 г. — занял 1-е место на венгерском «Кубке Оямы» в среднем весе.
- 1984 г. — занял 1-е место на Чемпионате Швейцарии по Кёкусинкай карате в тяжёлом весе.
- 1984 г. — принял участие в Третьем чемпионате мира по Кёкусинкай карате (стал одним из 16-ти сильнейших).
- 1985 г. — занял 1-е место на Чемпионате Швейцарии по Кёкусинкай карате в тяжёлом весе.
- 1985 г. — занял 1-е место на венгерском «Кубке Оямы» в тяжёлом весе.
- 1985 г. — стал чемпионом Европы по Кёкусинкай каратэ в тяжёлом весе.
- 1986 г. — занял 3-е место на Одиннадцатом чемпионате Великобритании по Кёкусинкай карате в тяжёлом весе.
- 1987 г. — занял 3-е место на чемпионате Европы по Кёкусинкай карате.
- 1987 г. — стал вице-чемпионом Четвёртого чемпионата мира по Кёкусинкай карате.
- 1989 г. — стал чемпионом Европы по Кёкусинкай карате в тяжёлом весе во второй раз.
- 1991 г. — занял 2-е место на чемпионате Европы по Кёкусинкай-карате в тяжёлом весе.
- 1991 г. — принял участие в Пятом чемпионате мира по Кёкусинкай карате (был нокаутирован бразильским каратистом Франсиско Филио и не занял призовых мест — удар был произведён после удара гонга, но рефери засчитал поражение Энди[1] — почти то же самое произошло с Энди на Гран-При К-1 1998 года, когда в полуфинальном поединке в конце второго раунда Сэм Грэко свалил Хуга с ног крюком в голову после прозвучавшего удара гонга[2]).
- 1992 г. — занял 1-е место на Кубке мира по Сэйдокайкан карате.
- 1993 г. — занял 2-е место на Кубке мира по Сэйдокайкан карате.
- 1996 г. — стал чемпионом Гран-при К-1.
- 2000 г., 24 августа — Энди Хуг умер от лейкемии. Остались жена и сын.
- 2001 г. — Honorary Award от Black Belt Magazine[3].

## Титулы
- Чемпион страны по Кёкусинкай карате (1982)
- Двукратный чемпион Европы по Кёкусинкай карате (1985, 1989)
- Серебряный призёр IV абсолютного чемпионата мира по Кёкусинкай карате (1987)
- Обладатель Кубка мира по Сэйдокайкан карате (1992).
- Чемпион мира в супертяжёлом весе по кикбоксингу по версии U.K.F. (United or Universal Kickboxing Federation).
- Чемпион мира в супертяжёлом весе по Муай Тай по версии W.M.T.C
- Чемпион Европы и мира по Муай Тай в супертяжёлом весе по версии W.K.A. (World Kickboxing Association).
- K-1 — обладатель Гран-При 1996, финалист 1997 и 1998 годов.

## Излюбленные приёмы
- Какато Ороси Гэри — удар пяткой сверху («топорик»);
- Усиро Маваси Какато Гедан — лоу-кик подсечка под опорную ногу противника;
- двойной удар ногами в прыжке;
- прямой удар ногой;
- апперкот и другие.